# Chapelle Saint-Sébastien de Laroque-des-Albères
Pour les articles homonymes, voir église Saint-Sébastien.
La chapelle Saint-Sébastien de Laroque-des-Albères est une église romane située à Laroque-des-Albères, dans le département français des Pyrénées-Orientales.
C'est une chapelle du Xe siècle fortement restaurée.